# فرناندو فونسيكا (لاعب كرة قدم)
فرناندو فونسيكا هو لاعب كرة قدم برازيلي، ولد في 29 ديسمبر 1993.